# Los Palacios
Los Palacios is een gemeente in de Cubaanse provincie Pinar del Río. De gemeente heeft een oppervlakte van 765 km² en telt 39.000 inwoners (2015).